# Mörbisch am See
Mörbisch am See (in ungherese: Fertőmeggyes, in croato: Merbiš) è un comune austriaco di 2 272 abitanti nel distretto di Eisenstadt-Umgebung, in Burgenland.